# Боливийско-германские отношения
Боливийско-германские отношения — двусторонние дипломатические отношения между Боливией и Германией. Страны являются членами Организации Объединённых Наций.

## История
В 1825 году, вскоре после того, как Боливия провозгласила независимость от Испании, город-государство Гамбург (как часть Германского союза) признал Боливию в том же году. В 1847 году Боливия назначила посла при дворе короля Пруссии Фридриха Вильгельма IV. В 1871 году Германия открыла консульство в Ла-Пасе. В конце XIX века немцы начали мигрировать в Боливию, где были вовлечены в основном в торговлю и добычу полезных ископаемых. В 1902 году Германия открыла дипломатическую миссию в Ла-Пасе. В июле 1908 года страны официально установили дипломатические отношения.
Во время Первой и Второй мировых войн Боливия разрывала дипломатические отношения с Германией из-за международного давления. В 1937 году в Боливии избрали президентом Хермана Буша, который имел немецкое происхождение. Во время президентства Хермана Буша крупный промышленник Мориц Хохшильд убедил его разрешить въезд в Боливию еврейских беженцев, спасавшихся от преследований нацистов. В период с 1938 по 1941 год более 20 000 еврейских беженцев получили визы в боливийских консульствах по всей Европе и иммигрировали в эту южноамериканскую страну.
После окончания Второй мировой войны Боливия, как и многие страны Южной Америки, принимала у себя нацистов, бежавших из плена и суда. Одним из известных нацистов был функционер СС и Гестапо Клаус Барби, который эмигрировал в Боливию и 30 лет проживал в городе Кочабамба, а также получил боливийское гражданство. Клаус Барби стал влиятельной фигурой в стране и был на приёме у нескольких президентов. В 1983 году он был арестован и экстрадирован во Францию, где его судили и приговорили к пожизненному заключению.
В декабре 1952 года Боливия и Федеративная Республика Германии установили дипломатические отношения. К 1956 году страны открыли посольства в столицах. В 1973 году Боливия установила дипломатические отношения с Германской Демократической Республикой. После воссоединения Германии в 1990 году отношения между двумя странами остались тесными. Состоялось несколько визитов руководителей и министров иностранных дел обеих стран. Германия инвестировала в проекты развития в Боливии, уделяя особое внимание трём приоритетным направлениям: питьевое водоснабжение и санитария; развитие сельских районов и окружающая среда; и энергетика, с упором на возобновляемые источники энергии и энергоэффективность.

## Двусторонние соглашения
Между странами подписано несколько соглашений, таких как: Договор о дружбе и торговле (1908 год); Соглашение о культурном сотрудничестве (1966 год); Соглашение о совместном развитии железнодорожной, ветроэнергетической и транспортной инфраструктуры в Боливии (2016 год).

## Торговля
В 2019 году объём товарооборота составил сумму 300 миллионов евро. Экспорт Боливии в Германию: минеральные ресурсы (свинцовые, оловянные и серебряные руды); сельскохозяйственная продукция (орехи, кофе, соевые продукты, киноа и просо); кожаные и текстильные изделия. Экспорт Германии в Боливию: оборудование; бытовая техника; автомобили и запчасти к ним; химическая и фармацевтическая продукция; электротовары и прочие технологии. Германские компании в Боливии инвестируют в следующие секторы: инфраструктура (автомобильные и железные дороги), энергетика (традиционные и возобновляемые источники энергии), здравоохранение, добыча лития (включая производство батарей) и в химическую промышленность.

## Дипломатические представительства
- Боливия имеет посольство в Берлине[8].
- У Германии имеется посольство в Ла-Пасе[9].